# Theresienstraße 8 (Bad Kissingen)

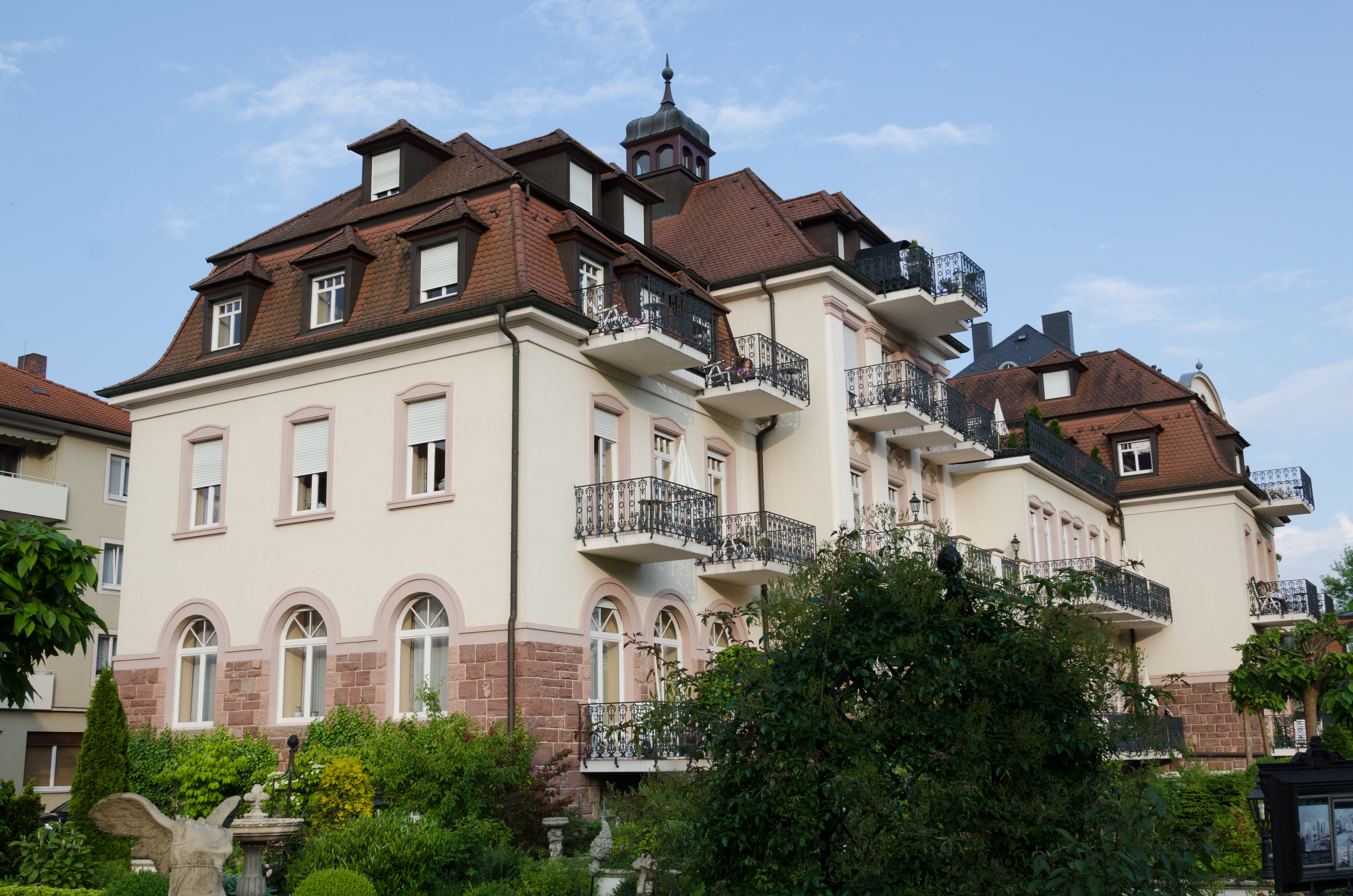
Theresienstraße 8 in Bad Kissingen.

Das Anwesen Theresienstraße 8 in Bad Kissingen, der Großen Kreisstadt des unterfränkischen Landkreises Bad Kissingen, gehört zu den Bad Kissinger Baudenkmälern. Ursprünglich war es unter der eigenständigen Nummer D-6-72-114-352 in der Bayerischen Denkmalliste registriert.

## Geschichte
Das Anwesen entstand in den Jahren 1908/09 als ehemalige Kuranstalt. Es wurde vom Bad Kissinger Architekt Carl Krampf im barockisierenden Jugendstil errichtet.
Der Mansarddachbau auf Hakengrundriss weist eine kräftige Massenkomposition neben vereinfachtem Baudetail auf. Das Anwesen ist geprägt durch das hohe Sockelgeschoss aus rotem Bossenwerk, einfache Fensterrahmungen und einen Mittelrisalit auf der Gartenseite, der mit Pilastern verfestigt und durch einen Dachreiter betont wird.
Im Jahr 1994 wurde das Gebäude für seine neue Nutzung als Kurhotel zum Apartmenthaus umgebaut. In diesem Zusammenhang wurden auf der Gartenseite Balkone ergänzt.